# ATC-kod C03: Diuretika
ATC-kod C03: Diuretika är en del av klassificeringssystemet ATC (Anatomical Therapeutic Chemical Classification System) för läkemedel och vissa andra medicinska produkter. ATC utvecklas av WHO och består av alfanumeriska koder indelade i grupper utifrån anatomi, medicinsk funktion och läkemedelstyp på 5 olika kodnivåer. Denna sida utgör innehållet i en specifik grupp på nivå 2.

## C03ATiazider

### C03AATiazider
C03AA01 Bendroflumetiazid
C03AA02 Hydroflumetiazid
C03AA03 Hydroklorotiazid
C03AA04 Klorotiazid
C03AA05 Polytiazid
C03AA06 Triklormetiazid
C03AA07 Cyklopentiazid
C03AA08 Metyklotiazid
C03AA09 Cyklotiazid
C03AA13 Mebutizid

### C03ABTiaziderochkalium
C03AB01 Bendroflumetiazid och kalium
C03AB02 Hydroflumetiazid och kalium
C03AB03 Hydroklorotiazid och kalium
C03AB04 Klortiazid och kalium
C03AB05 Polytiazid och kalium
C03AB06 Triklormetiazid och kalium
C03AB07 Cyklopentiazid och kalium
C03AB08 Metylklotiazid och kalium
C03AB09 Cyklotiazid och kalium

### C03AHTiazideri kombination medneuroleptikaoch/elleranalgetika
C03AH01 Klortiazid, kombinationer
C03AH02 Hydroflumetiazid, kombinationer

### C03AXTiazideri komb med andra medel
C03AX01 Hydroklorotiazid, kombinationer

## C03BTiazid-besläktadediuretika

### C03BASulfonamid-derivat
C03BA02 Kinetazon
C03BA03 Klopamid
C03BA04 Klortalidon
C03BA05 Mefrusid
C03BA07 Klofenamid
C03BA08 Metolazon
C03BA09 Metikran
C03BA10 Xipamid
C03BA11 Indapamid
C03BA12 Klorexolon
C03BA13 Fenkvizon
C03BA82 Klorexolon, kombinationer med neuroleptika

### C03BBSulfonamiderochkalium
C03BB02 Kinetazon och kalium
C03BB03 Klopamid och kalium
C03BB04 Klortalidon och kalium
C03BB05 Mefrusid och kalium
C03BB07 Klofenamid och kalium

### C03BCKvicksilverdiuretika
C03BC01 Mersalyl

### C03BDXantin-derivat
C03BD01 Teobromin

### C03BKSulfonamideri kombination med andra medel
Inga undergrupper.

### C03BX Övrigatiazidbesläktadediuretika
C03BX03 Cikletanin

## C03CLoop-diuretika

### C03CASulfonamid-derivat
C03CA01 Furosemid
C03CA02 Bumetanid
C03CA03 Piretanid
C03CA04 Torasemid

### C03CBSulfonamiderochkaliumi kombination
C03CB01 Furosemid och kalium
C03CB02 Bumetanid och kalium

### C03CCFenoxiättiksyra-derivat
C03CC01 Etakrynsyra
C03CC02 Tieniliksyra

### C03CDPyrazolon-derivat
C03CD01 Muzolimin

### C03CX Övriga loop-diuretika
C03CX01 Etozolin

## C03DKaliumsparande diuretika

### C03DAAldosteron-antagonister
C03DA01 Spironolakton
C03DA02 Kaliumkanrenoat
C03DA03 Canrenon
C03DA04 Eplerenon

### C03DB Övriga kaliumsparande diuretika
C03DB01 Amilorid
C03DB02 Triamteren

## C03EDiuretikaochkaliumsparande medeli kombination

### C03EATiazideroch kaliumsparande diuretika
C03EA01 Hydroklorotiazid och kaliumsparande medel
C03EA02 Triklormetiazid och kaliumsparande medel
C03EA03 Epitizid och kaliumsparande medel
C03EA04 Altizid och kaliumsparande medel
C03EA05 Mebutizid och kaliumsparande medel
C03EA06 Klortalidon och kaliumsparande medel
C03EA07 Cyklopenthiazid och kaliumsparande medel
C03EA12 Metolazon och kaliumsparande medel
C03EA13 Bendroflumethiazid och kaliumsparande medel
C03EA14 Butizide och kaliumsparande medel

### C03EBLoop-diuretikaochkaliumsparande diuretika
C03EB01 Furosemid och kaliumsparande medel
C03EB02 Burnetanid och kaliumsparande medel

### Engelska
- WHO Collaborating Centre for Drug Statistics Methodology - ATC Index
- WHO Collaborating Centre for Drug Statistics Methodology - ATCvet Index

### Svenska
- SIL online
- FASS.se - ATC
- FASS.se - Veterinär-ATC
- Sök läkemedelsfakta - Läkemedelsverket
- Socialstyrelsen : Klassifikationer
- Nationellt produktregister för läkemedel - NPL